# Тудор Владимиреску (Олт)
Тудор Владимиреску (рум. Tudor Vladimirescu) насеље је у Румунији у округу Олт у општини Корабија. Oпштина се налази на надморској висини од 51 m.

## Историја
Стари назив места је био "Глоговац".

## Становништво
Према подацима из 2002. године у насељу је живело 707 становника, од којих су сви румунске националности.